# Sonnberg im Mühlkreis
Sonnberg im Mühlkreis település Ausztriában, Felső-Ausztria tartományban, az Urfahrkörnyéki járásban. Tengerszint feletti magassága 740 méter, területe 12,55 km².

## Elhelyezkedése
Sonnberg im Mühlkreis Zwettl an der Rodl, Reichenau im Mühlkreis, Hellmonsödt és Kirchschlag bei Linz településekkel határos.

## Népesség
| 2016 | 919 |
| 2018 | 966 |